# Dicranota hickmanae
Dicranota (Rhaphidolabis) hickmanae là một loài ruồi trong họ Pediciidae. Chúng phân bố ở vùng sinh thái Nearctic.